# Município de Weller (condado de Richland, Ohio)
O município de Weller (em inglês: Weller Township) é um município localizado no condado de Richland no estado estadounidense de Ohio. No ano de 2010 tinha uma população de 1.780 habitantes e uma densidade populacional de 28,18 pessoas por km².

## Geografia
O município de Weller encontra-se localizado nas coordenadas 40° 51′ 41″ N, 82° 27′ 07″ O. Segundo a Departamento do Censo dos Estados Unidos, o município tem uma superfície total de 63.16 km², da qual 62,83 km² correspondem a terra firme e (0,52 %) 0,33 km² é água.

## Demografia
Segundo o censo de 2010, tinha 1.780 habitantes residindo no município de Weller. A densidade populacional era de 28,18 hab./km². Dos 1.780 habitantes, o município de Weller estava composto pelo 97,92 % brancos, o 0,56 % eram afroamericanos, o 0,17 % eram amerindios, o 0,06 % eram de outras raças e o 1,29 % eram de uma mistura de raças. Do total da população o 0,51 % eram hispanos ou latinos de qualquer raça.